# Mateo Klimowicz
Mateo Klimowicz (Córdoba, 6 luglio 2000) è un calciatore tedesco con cittadinanza argentina, attaccante dell'Atlético San Luis.

## Biografia
È figlio di Diego Klimowicz, ex calciatore argentino che ha trascorso buona parte della sua carriera in Germania fra le file di Wolfsburg e Borussia Dortmund. Anche lo zio Javier ed i cugini Matías e Luca sono calciatori professionisti. Ha origini polacche ed ucraine per via del nonno paterno.

## Caratteristiche tecniche
Inizialmente impiegato come centravanti, nelle giovanili dell'Instituto Córdoba ha arretrato il proprio raggio d'azione agendo sulla trequarti. È un'ala che può agire su entrambe le fasce, dotata di un'elevata velocità e letale quando può partire in progressione in campo aperto.

## Carriera
Klimowicz è entrato da giovane nell'Academy del Borussia Dortmund, club dove il padre giocava, per poi trasferirsi in Argentina ed entrare a far parte del settore giovanile dell'Instituto (C) nel 2011.
Ha esordito in prima squadra il 2 luglio 2017 disputando l'incontro di Primera B Nacional perso 2-1 contro la Juventud Unida mentre due settimane più tardi è stato schierato in campo dal primo minuto contro il Nueva Chicago. Promosso definitivamente in prima squadra a partire dalla stagione successiva, il 14 ottobre 2017 ha segnato la prima rete in carriera aprendo le marcature dell'incontro casalingo pareggiato 1-1 contro l'Aldosivi.
Il 10 maggio 2019 è stato acquistato dallo Stoccarda, con cui ha firmato un contratto di cinque anni. Ha debuttato con il club tedesco il 4 agosto seguente giocando l'incontro di 2. Bundesliga pareggiato 2-2 contro l'Heidenheim. Promosso in Bundesliga al termine della stagione, ha esordito nella massima serie tedesca il 19 settembre 2020 giocando l'incontro perso 3-2 contro il Friburgo. Una settimana più tardi ha segnato il suo primo gol con il club biancorosso, nella trasferta contro il Magonza.

## Statistiche
Statistiche aggiornate al 13 gennaio 2021.

### Presenze e reti nei club
| Stagione         | Squadra           | Campionato       | Campionato | Campionato | Coppe nazionali | Coppe nazionali | Coppe nazionali | Coppe continentali | Coppe continentali | Coppe continentali | Altre coppe | Altre coppe | Altre coppe | Totale | Totale | Totale |
| Stagione         | Squadra           | Comp             | Pres       | Reti       | Comp            | Pres            | Reti            | Comp               | Pres               | Reti               | Comp        | Pres        | Reti        | Pres   | Reti   |        |
| ---------------- | ----------------- | ---------------- | ---------- | ---------- | --------------- | --------------- | --------------- | ------------------ | ------------------ | ------------------ | ----------- | ----------- | ----------- | ------ | ------ | ------ |
| 2016-2017        | Instituto (C)     | PN               | 2          | 0          | CA              | 0               | 0               |                    | -                  | -                  |             | -           | -           | 2      | 0      |        |
| 2017-2018        | Instituto (C)     | PN               | 20         | 1          | CA              | 0               | 0               |                    | -                  | -                  |             | -           | -           | 20     | 1      |        |
| 2018-2019        | Instituto (C)     | PN               | 16         | 5          | CA              | 0               | 0               |                    | -                  | -                  |             | -           | -           | 16     | 5      |        |
| Totale Instituto | Totale Instituto  | Totale Instituto | 38         | 6          |                 | 0               | 0               |                    | -                  | -                  |             | -           | -           | 38     | 6      |        |
| 2019-2020        | Stoccarda         | 2L               | 7          | 0          | CG              | 1               | 0               |                    | -                  | -                  |             | -           | -           | 8      | 0      |        |
| 2020-2021        | Stoccarda         | BL               | 25         | 1          | CG              | 2               | 0               |                    | -                  | -                  |             | -           | -           | 27     | 1      |        |
| 2021-2022        | Stoccarda         | BL               | 15         | 0          | CG              | 2               | 1               |                    | -                  | -                  |             | -           | -           | 17     | 1      |        |
| Totale Stoccarda | Totale Stoccarda  | Totale Stoccarda | 47         | 1          |                 | 5               | 1               |                    | -                  | -                  |             | -           | -           | 52     | 2      |        |
| 2022-gen. 2023   | Arminia Bielefeld | 2L               | 5          | 0          | CG              | 1               | 0               |                    | -                  | -                  |             | -           | -           | 6      | 0      |        |
| gen.-giu. 2023   | Atlético San Luis | LMX              | 16         | 1          | CM              | 1               | 1               |                    | -                  | -                  |             | -           | -           | 17     | 2      |        |
| Totale carriera  | Totale carriera   | Totale carriera  | 106        | 8          |                 | 7               | 2               |                    | -                  | -                  |             | -           | -           | 113    | 10     |        |

## Palmarès

### Nazionale
- Campionato d'Europa Under-21: 1

Ungheria/Slovenia 2021